# Kadhem Saher
 (avril 2015).
Si vous disposez d'ouvrages ou d'articles de référence ou si vous connaissez des sites web de qualité traitant du thème abordé ici, merci de compléter l'article en donnant les références utiles à sa vérifiabilité et en les liant à la section « Notes et références ».
Kadhem Saher autrement connu sous le nom de Kathem Al Saher, Kazem Al Saher ou encore Kadim Al Sahir, est un auteur compositeur et interprète  irakien né le 12 septembre 1957

## Biographie

### Jeunesse
Son nom complet est Kadhem Jabbar Ibrahim Assamaraii  كاظم جبار ابراهيم السامرائي est né dans une famille pauvre de Mossoul comptant 10 enfants dont huit  garçons; Abbas, Hassan, Houssain, Ali, Mohammed, Salim et Ibrahim et deux autres, ainsi que deux filles; Amira et Fatima. Sa famille déménagea vers Bagdad pour des raisons de travail du père.

### Carrière
Son parcours artistique démarre en 1989 avec la sortie de ladghat al Hayya  (لدغة الحية) et ne prit son essor qu'à partir de 1995 avec la chanson de Ha Habibi (ها حبيبي ) qui reçut le prix de la meilleure chanson arabe pendant la première édition du festival du Caire de la chanson arabe en Égypte.
Kadhem a vendu 30 millions d'albums et vit depuis quelques années au maroc avec sa famille.
Il a reçu depuis 1995 plusieurs prix dans divers festivals dans des pays arabes et d'instances internationales dont le prix de l'Unicef pour sa chanson Dalaâ (دلع) de son album Qissat habibayne (قصة حـبـيـــبــيــن)
En juin 2005, après avoir participé au Festival de Fès des musiques sacrées du monde avec deux nouvelles créations; la première patriotique Ne souffre point, Baghdad بـغـداد لا تـتـألّـمـي  rappelant la guerre en Irak et la seconde plus en phase avec l'esprit du festival, intitulée ( رأيــت ربـّي بعــين قـلـبـي) J'ai vu mon Dieu avec les pupilles de mon cœur basé sur le genre poétique arabe du Hallaj. 
La même année, il s'est vu offrir la clé de la ville marocaine de Fès et devient le deuxième artiste à recevoir cet honneur après le virtuose syrien Sabah Fakhri.
Le 14 mars 2006, le Kaiser de la chanson arabe comme l'avait surnommé un jour le défunt Nizar Qabbani, organise un concert à Londres dans la fameuse salle Royal Albert Hall dont tous les gains ont été versés en faveur des enfants orphelins dans les pays arabes et plus spécialement en Irak et en Palestine. Il a reçu une lettre de congratulations et de remerciements de la part du prince Charles de Galles et de son épouse Camilla Parker Bowles à l'issue de ce concert.

### Discographie
Kadhem sort son premier album en 1986

## 2002
| Chanson       | Poète                 | Musique                    |
| ------------- | --------------------- | -------------------------- |
| Ya nass       | Karim Al Iraqi        | Fathallah Ahmed            |
| Hanat alik    | Kadhem Assadi         | Kadhem Saher               |
| Dhalli zidi   | Kadhem Saher          | Amrou Abdelaziz            |
| Dalaa         | Karim Al Iraqi        | Fathallah Ahmed            |
| Koul lak mour | Karim Al Iraqi        | réalisation/ Houssam Kemal |
| Kana sadiqi   | Karim Al Iraqi        | Salim Abdelkarim           |
| Law annana    | Farouq Jouida         | Fathallah Ahmed            |
| Aid ou hob    | Karim Al Iraqi        | Amrou Abdelaziz            |
| Mou haram     | Talal Errachid        | Hicham Nayyaz              |
| Yadouki       | Nizar Qabbani         | Fathallah                  |
| Taqoulina     | Mani' Said Al 'Outaba | Ibrahim Erradio            |
| Lala          | Kadhem Saher          | Hicham Nayyaz              |